# TOI TOI Cup 2015-2016
De TOI TOI Cup 2015-2016 was een wedstrijdenserie in het veldrijden. De competitie ging van start op 28 september 2015 en eindigde op 9 januari 2016. De Cup telde negen veldritten, allemaal gereden in Tsjechië. De laatste rit in de serie, in Kolín was tevens het Tsjechisch kampioenschap veldrijden. De Tsjech Tomáš Paprstka won drie manches en het eindklassement.

## Kalender
| Datum      | Locatie        | Winnaar            | Tweede            | Derde           | Leider in het klassement |
| ---------- | -------------- | ------------------ | ----------------- | --------------- | ------------------------ |
| 28/09/2015 | Slaný          | Marcel Meisen      | Jim Aernouts      | Radomír Šimůnek | Marcel Meisen            |
| 03/10/2015 | Hlinsko        | Tomáš Paprstka     | Lubomír Petruš    | Jakub Skála     | Tomáš Paprstka           |
| 10/10/2015 | Milovice       | Tomáš Paprstka     | Lubomír Petruš    | Vojtech Nipl    | Tomáš Paprstka           |
| 28/10/2015 | Tábor          | David van der Poel | Vincent Baestaens | Michael Boroš   | Tomáš Paprstka           |
| 31/10/2015 | Louny          | Radomír Šimůnek    | Vojtech Nipl      | Tomáš Paprstka  | Tomáš Paprstka           |
| 14/11/2015 | Holé Vrchy     | Tomáš Paprstka     | Vojtech Nipl      | Jakub Skala     | Tomáš Paprstka           |
| 17/11/2015 | Uničov         | Marcel Meisen      | Michael Boroš     | Radomír Šimůnek | Tomáš Paprstka           |
| 12/12/2015 | Mladá Boleslav | Radomír Šimůnek    | Vojtech Nipl      | Marek Konwa     | Tomáš Paprstka           |
| 09/01/2016 | Kolín          | Radomír Šimůnek    | Michael Boroš     | Adam Ťoupalík   | Tomáš Paprstka           |

Kampioenschappen:  Wereldkampioenschappen · 
 Europese kampioenschappen · 
 Belgische kampioenschappen · 
 Nederlandse kampioenschappen
Klassementen:  Wereldbeker · 
 Superprestige · 
 Bpost bank trofee · 
 EKZ CrossTour · 
 TOI TOI Cup · 
 Coupe de France
 National Trophy Series · 
 Giro d'Italia Ciclocross
Overig:  Soudal Classics
2001-2002 · 2002-2003 · 2003-2004 · 2004-2005 · 2005-2006 · 2006-2007 · 2007-2008 · 2008-2009 · 2009-2010 · 2010-2011 · 2011-2012 · 2012-2013 · 2013-2014 · 2014-2015 · 2015-2016 · 2016-2017 · 2017-2018 · 2018-2019 · 2019-2020 · 2020-2021 · 2021-2022 · 2022-2023 · 2023-2024 · 2024-2025